# 徳永鹿之助
徳永 鹿之助（とくなが しかのすけ、1899年（明治32年）2月27日 - 1971年（昭和46年）9月4日）は、大日本帝国陸軍軍人。最終階級は陸軍少将。

## 経歴
1899年（明治32年）に山口県で生まれた。陸軍士官学校第32期を卒業し、1920年（大正9年）12月26日に陸軍工兵少尉に任官された。陸軍大学校第41期卒業。フランス駐在を経て、1937年（昭和12年）3月31日に陸軍大臣秘書官兼副官に就任。1938年（昭和13年）7月15日に侍従武官に転じ、1940年（昭和15年）8月1日に陸軍工兵大佐に進級した。1942年（昭和17年）3月2日に北支那方面軍作戦課長に就任し、中国戦線に出征。
1944年（昭和19年）8月1日に陸軍少将進級と同時に北支那方面軍参謀副長に着任。1945年（昭和20年）2月1日に第36軍参謀長（第1総軍・第12方面軍）に就任し、埼玉県浦和で終戦を迎えた。終戦後は東海軍管区司令部附を経て、10月22日に東海軍管区参謀長に着任。
1947年（昭和22年）11月28日、公職追放仮指定を受けた。
1949年（昭和24年）5月18日、九州に行幸する昭和天皇のお召し列車が徳山駅に停車した際に拝謁する機会を得た。